# Magdeburger Thermometer

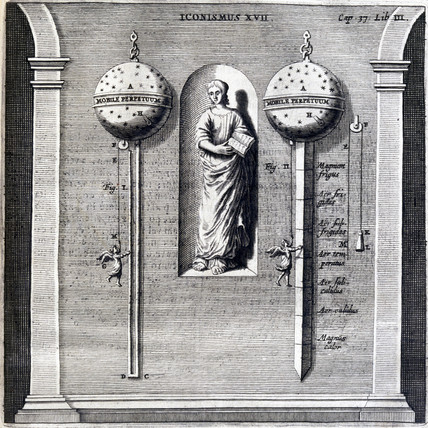
Zeitgenössische Darstellung des Thermometers

Das Magdeburger Thermometer ist ein von Otto von Guericke erfundenes Thermometer, das er im Jahr 1660 an seinem Haus in Magdeburg befestigte.
Dabei handelt es sich prinzipiell um ein Gasthermometer, das aus einer gasgefüllten Kugel (hier Luft) und einem mit einer Flüssigkeit (hier Alkohol) gefüllten Rohr besteht. Die Ausdehnung der Luft ist temperaturabhängig und überträgt sich auf den Pegel der Flüssigkeit. Im Falle des Magdeburger Thermometers schwimmt auf der Flüssigkeit ein Schwimmer, an dem mittels eines Seilzugs eine Engelsfigur befestigt ist, die sich entlang einer Skala bewegt.
Ein Modell befindet sich im Otto-von-Guericke-Museum in der Lukasklause in Magdeburg.
Nach demselben Prinzip funktionierten ähnliche Thermometer (eigentlich Thermoskope), die bereits 1597 von Galileo Galilei und 1603 von Cornelis Jacobszoon Drebbel gebaut wurden.